# Wydział Filologiczny Uniwersytetu Łódzkiego
Wydział Filologiczny Uniwersytetu Łódzkiego – utworzona w 1952 jednostka organizacyjna Uniwersytetu Łódzkiego. Powstała z katedr filologicznych działających w ramach Wydziału Humanistycznego. Organizatorem i pierwszym dziekanem nowej jednostki został Karol Dejna. Warto zaznaczyć, że Wydział posiadał pierwszą w Polsce katedrę teorii literatury, której założycielką była Stefania Skwarczyńska (teoretyk i historyk literatury, teatrolog). Dziekanat wydziału do czerwca 2014 mieścił się przy alei Kościuszki 65 w Łodzi, w zabytkowym budynku byłego Niemieckiego Gimnazjum Reformowanego. W lipcu 2014 wszystkie kierunki Wydziału Filologicznego przeniesiono do nowo wybudowanego budynku mieszczącego się przy ulicy Pomorskiej 171/173.

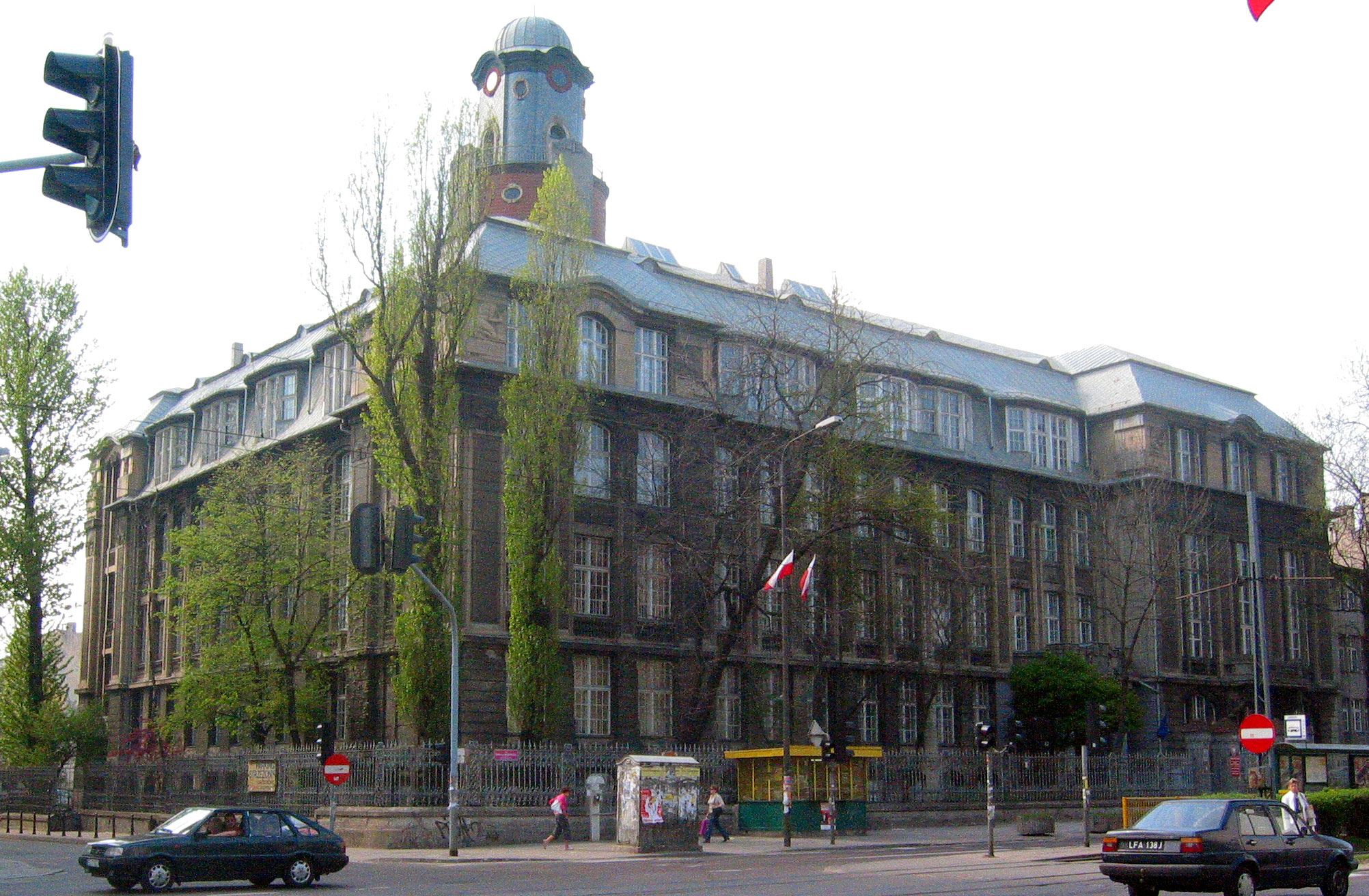
Dawna siedziba dziekanatu Wydziału Filologicznego UŁ przy ulicy Kościuszki 65

## Władze Wydziału
W kadencji 2020-2024:
| Stanowisko                                                                                                | Imię i nazwisko                          |
| --- | ---------------------------------------- |
| Dziekan                                                                                                   | prof. dr hab. Rafał Zarębski             |
| Prodziekan ds. naukowych, projektów oraz współpracy międzynarodowej i z otoczeniem społeczno-gospodarczym | dr hab. Ewa Kobyłecka-Piwońska, prof. UŁ |
| Prodziekan ds. dydaktycznych, studiów podyplomowych i spraw socjalno-bytowych                             | dr hab. Dorota Kaczmarek, prof. UŁ       |
| Prodziekan ds. dydaktycznych oraz studentów zagranicznych                                                 | dr hab. Agnieszka Łowczanin, prof. UŁ    |
| Prodziekan ds. dydaktycznych i ruchu studenckiego na wydziale                                             | dr hab. Magdalena Pietrzak, prof. UŁ     |
| Prodziekan ds. dydaktycznych oraz promocji wydziału i współpracy ze szkołami                              | dr hab. Monika Worsowicz, prof. UŁ       |

## Struktura Wydziału

### Instytut Anglistyki
Dyrektor: dr hab. Tomasz Dobrogoszcz
- Zakład Angielskiego Dramatu, Teatru i Filmu
  - Pracownia Badań nad Średniowieczną i Renesansową Literaturą Angielską
- Zakład Języka Angielskiego i Językoznawstwa Stosowanego
- Zakład Językoznawstwa Angielskiego i Ogólnego
- Zakład Językoznawstwa Korpusowego i Komputerowego
- Zakład Literatury i Kultury Brytyjskiej
- Zakład Literatury i Kultury Północnoamerykańskiej
- Zakład Pragmatyki
- Zakład Translatoryki i Glottodydaktyki

### Instytut Filologii Germańskiej
Dyrektor: dr hab. Małgorzata Kubisiak
- Zakład Językoznawstwa Niemieckiego
- Zakład Literatury Niemieckojęzycznej
- Zakład Mediów Niemieckojęzycznych i Kultury Austriackiej
- Zakład Niemcoznawstwa

### Instytut Filologii Polskiej i Logopedii
Dyrektor: dr hab. Danuta Kowalska
- Zakład Dialektologii Polskiej i Logopedii
- Zakład Dydaktyki Języka i Literatury Polskiej
- Zakład Historii Języka Polskiego
- Zakład Lingwistyki Stosowanej i Kulturowej
- Zakład Literatury Dawnej, Edytorstwa i Nauk Pomocniczych
- Zakład Literatury Polskiej XX i XXI wieku
- Zakład Literatury Pozytywizmu i Młodej Polski
- Zakład Literatury i Tradycji Romantyzmu
- Zakład Współczesnego Języka Polskiego

### Instytut Kultury Współczesnej
Dyrektor: dr hab. Piotr Sitarski
- Katedra Badań Kulturowych
- Katedra Dramatu i Teatru

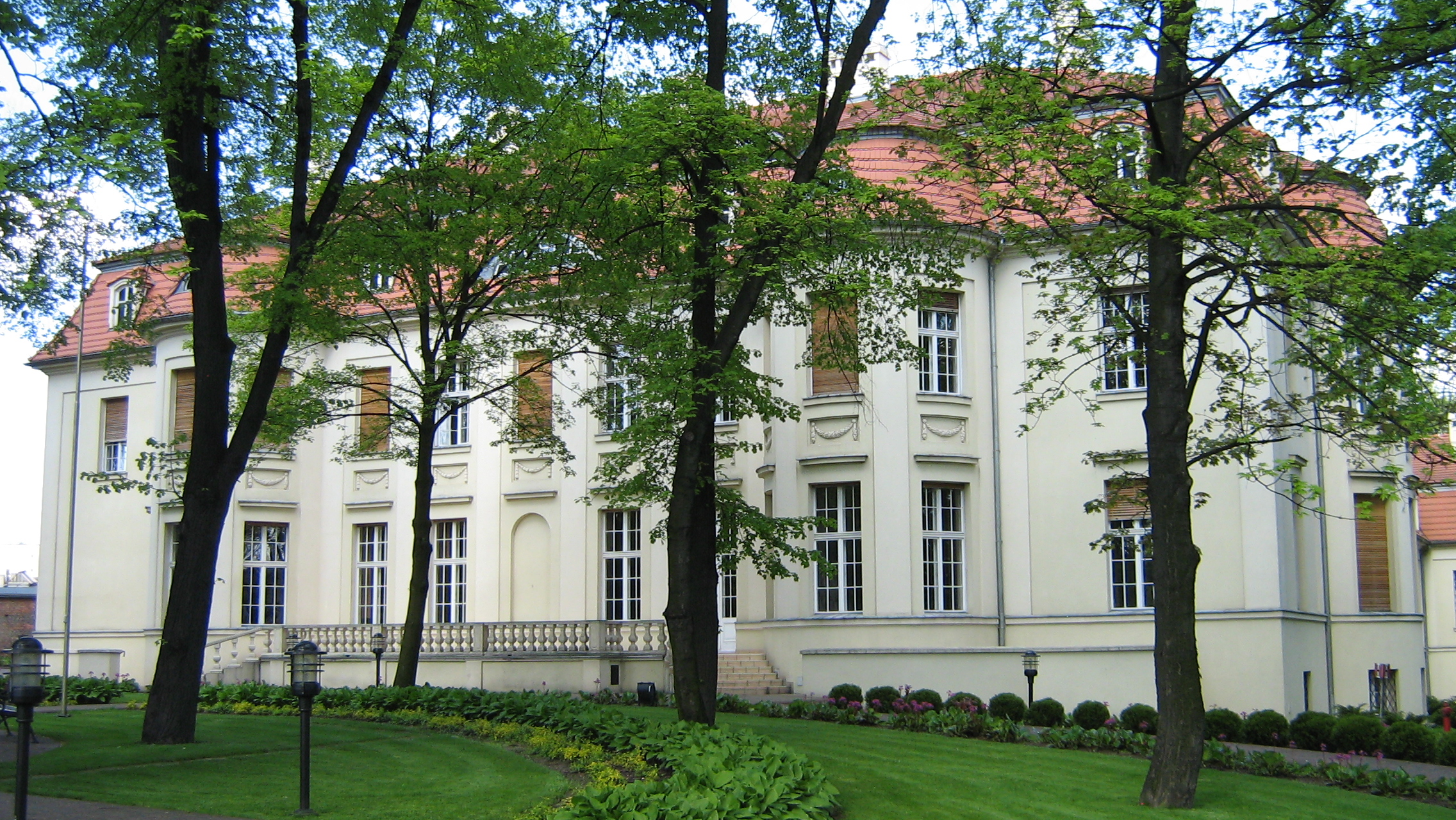
Pałac Alfreda Biedermanna – siedziba Instytutu Kultury Współczesnej

- Katedra Filmu i Mediów Audiowizualnych
- Katedra Nowych Mediów i Kultury Cyfrowej
- Katedra Teorii Literatury

### Instytut Romanistyki
Dyrektor: dr hab. Anita Staroń
- Zakład Italianistyki
- Zakład Językoznawstwa Romańskiego
- Zakład Językoznawstwa Stosowanego i Dydaktyki Języków Romańskich
- Zakład Literaturoznawstwa Romańskiego
- Zakład Traduktologii Języków Romańskich

### Instytut Rusycystyki
Dyrektor: prof. dr hab. Anna Warda
- Zakład Językoznawstwa
- Zakład Literatury i Kultury Rosyjskiej
- Zakład Przekładu i Dydaktyki

### Katedra Dziennikarstwa i Komunikacji Społecznej
Kierownik: prof. dr hab. Grażyna Habrajska
- Zakład Teorii i Praktyki Komunikacji

### Katedra Filologii Hiszpańskiej
Kierownik: dr hab. Agnieszka Kłosińska-Nachin
- Zakład Literatur Hiszpańskojęzycznych
- Zakład Językoznawstwa Hiszpańskiego i Ogólnego
- Zakład Języka Hiszpańskiego i Językoznawstwa Stosowanego

### Katedra Filologii Klasycznej
Kierownik: dr hab. Joanna Sowa

### Katedra Filologii Słowiańskiej
Kierownik: dr hab. Ivan N. Petrov

### Katedra Informatologii i Bibliologii
Kierownik: dr hab. Mariola Antczak

### Katedra Języków Specjalistycznych oraz Komunikacji Międzykulturowej
Kierownik: dr hab. Julia Mazurkiewicz-Sułkowska

## Kierunki studiów
- 3-letnie studia I stopnia 
  - Filologia polska
  - Kulturoznawstwo
  - Informacja naukowa i bibliotekoznawstwo
  - Dziennikarstwo i komunikacja społeczna
  - Filologia, specjalność: filologia angielska
  - Filologia, specjalność: filologia germańska
  - Filologia, specjalność: filologia hiszpańska
  - Filologia, specjalność: filologia klasyczna
  - Filologia, specjalność: filologia słowiańska
  - Filologia, specjalność: filologia romańska
  - Filologia, specjalność: filologia rosyjska
  - Filologia, specjalność: filologia włoska

## Dziekani Wydziału Filologicznego
- 1952–1953 Stefan Kawyn
- 1953–1955 Zdzisław Skwarczyński
- 1955–1959 Stefan Hrabec
- 1959–1963 Stefan Kawyn
- 1963–1972 Witold Śmiech
- 1972–1981 Władysław Cyran
- 1981–1987 Maria Kamińska
- 1987–1990 Anna Strokowska
- 1996–2002 Marek Cybulski
- 2002–2008 Bogdan Mazan
- 2008–2016 Piotr Stalmaszczyk
- 2016–2024 Joanna Jabłkowska
- 2024–obecnie Rafał Zarębski

## Znani pracownicy Wydziału Filologicznego
- Stefania Skwarczyńska
- Stanisław Adamczewski
- Henryk Ułaszyn
- Zdzisław Stieber
- Juliusz Saloni
- Andrzej Boleski
- Tadeusz Grzebieniowski
- Witold Ostrowski
- Kazimierz Kupisz
- Zdzisław Żygulski
- Jan Muszkowski
- Adam Łysakowski
- Helena Więckowska
- Karol Dejna
- Jerzy Starnawski
- Bolesław Lewicki
- Jan Dürr-Durski
- Aniela Kowalska
- Alina Kowalczykowa